# Detlev Mohr

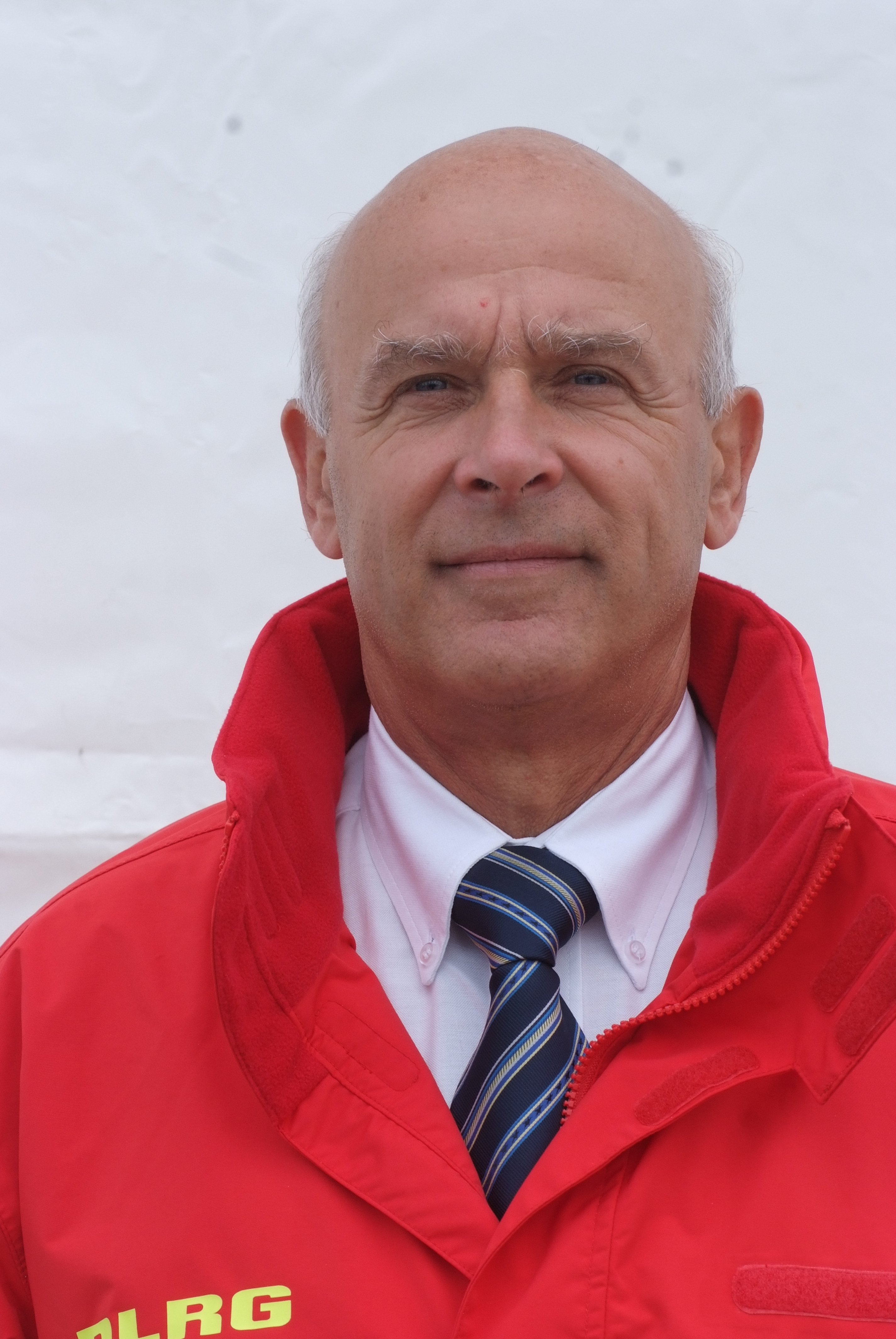
Detlev Mohr (2012)

Detlev Mohr (* 4. Oktober 1954 in Dessau) ist ein deutscher Wasserretter, war 23 Jahre Vizepräsident der DLRG.

## Werdegang
Mohr studierte Physik an der Technischen Hochschule Magdeburg und wurde 1980 Diplom-Physiker auf dem Gebiet der Neutronenstreuung. Im Jahr 1990 legte er an der Technischen Universität Dresden seine Promotionsschrift in Biophysik vor. Von 1991 bis 2004 war er Direktor des Landesinstituts für Arbeitsschutz und Arbeitsmedizin danach Direktor des Landesamts für Arbeitsschutz (LAS) des Landes Brandenburg in Potsdam. Detlev Mohr war von 2016 bis 2020 Präsident des Landesamts für Arbeitsschutz, Verbraucherschutz und Gesundheit (LAVG) des Landes Brandenburg.
Im Alter von elf Jahren trat er einem Schwimmsportverein bei. Im Jahr 1971 wurde er Mitglied des Wasserrettungsdienstes im Deutschen Roten Kreuz der DDR. Von 1975 an war er regelmäßig während der Badesaison am Strand des Ostseebades Prerow als Rettungsschwimmer und wurde DDR-Meister im Rettungsschwimmen. Nach der politischen Wende in der DDR gründete er 1990 in Prerow eine Ortsgruppe der Deutschen Lebens-Rettungs-Gesellschaft (DLRG) und war bis 2008 deren Vorsitzender.
Von 1995 bis 1998 war er Technischer Leiter des Landesverbandes Mecklenburg-Vorpommern der DLRG. Von Oktober 1998 bis Oktober 2021 war er Vizepräsident der DLRG. Auf internationaler Ebene war er als Mitglied des Sportkommission des Weltverbandes International Lifesaving Federation (ILS) tätig und war von 2006 bis 2008 Council Member der European Masters Sports Association (EMSA). Von 2008 bis 2012 war er Generalsekretär des europäischen Dachverbandes für Wasserrettung (ILSE). Am 24. August 2012 wurde Mohr zum Präsidenten der International Lifesaving Federation of Europe (ILSE) und zum Vizepräsidenten des Weltverbandes (ILS) gewählt. Von dort aus wirkt er seitdem u. a. an Entwicklungshilfeprojekten der DLRG im Ausland mit.

## Ehrungen
- 2005: Verdienstkreuz am Bande des Verdienstordens der Bundesrepublik Deutschland
- 2008: Ehrenvorsitzender der DLRG-Ortsgruppe Prerow
- 2009: Knight in the Order of Lifesaving der International Lifesaving Federation (ILS)
- 2011: Verdienstkreuz 1. Klasse der Bundesrepublik Deutschland[3]
„für sein außerordentliches ehrenamtliches Engagement in der Wasserrettung auf nationaler und internationaler Ebene“
- 2014: Grand Knight in the Order of Lifesaving der International Lifesaving Federation (ILS)
- 2021: Ambassador of the European Order of Lifesaving
- 2021: Ehrenmitglied der DLRG e.V.
- 2022: Lifesaving Hall of Fame